# Danh sách Trường Đại học ở Việt Nam có đào tạo Kỹ sư Cơ khí
Kỹ thuật cơ khí là một lĩnh vực Khoa học kỹ thuật và công nghệ có lịch sử lâu đời, nền tảng của các ngành công nghiệp. Hiện nay tại Việt Nam, Kỹ sư Cơ khí được đào tạo ở hầu hết các Đại học, Học viện, Trường Đại học và các Trường Cao đẳng Kỹ thuật, Trung cấp chuyên nghiệp. Sau đây là danh sách các trường đại học đào tạo kỹ sư cơ khí, trong đó: Các tên in đậm là các trường đại học trọng điểm quốc gia Việt Nam, được chính phủ ưu tiên đầu tư phát triển, làm đầu tàu cho sự phát triển mạng lưới các trường đại học Việt Nam.

## Kỹ thuật Cơ khí
Đào tạo Kỹ sư Cơ khí hệ 5 năm. Chương trình này hướng tới đào tạo ra các kỹ sư R&D có tư duy sáng tạo, các chuyên gia công nghệ, các nhà thiết kế, các nhà nghiên cứu, phát triển sản phẩm mới.
1. Trường Đại học Bách khoa Hà Nội: Cơ khí chế tạo, Cơ khí động lực, Cơ khí hàng không, Cơ khí tàu thủy.
2. Trường Đại học Kỹ thuật Lê Quý Đôn: Cơ khí chế tạo, Cơ khí động lực, Cơ khí hàng không và vũ trụ, Cơ khí vũ khí và khí tài, Cơ khí tàu thủy.
3. Trường Đại học Bách khoa, Đại học Quốc gia Thành phố Hồ Chí Minh: Cơ khí chế tạo, Cơ khí động lực, Cơ khí hàng không, Cơ khí tàu thủy
4. Trường Đại học Cần Thơ: cơ khí chế tạo máy, cơ khí giao thông, cơ khí chế biến.
5. Trường Đại học Bách khoa, Đại học Đà Nẵng: Cơ khí chế tạo, Cơ khí động lực, Cơ khí hàng không, Cơ khí tàu thủ
6. Trường Đại học Kỹ thuật Công nghiệp, Đại học Thái Nguyên: Cơ khí chế tạo, Cơ khí động lực.

## Công nghệ Kỹ thuật Cơ khí
Đào tạo Cử nhân Công nghệ Kỹ thuật Cơ khí hoặc Kỹ sư ứng dụng hệ 4 - 4,5 năm. Chương trình này đào tạo ra các cử nhân/kỹ sư điều hành, chỉ đạo sản xuất; triển khai chế tạo, lắp ráp, vận hành, bảo dưỡng, tư vấn về các hệ thống, thiết bị kỹ thuật trong sản xuất và đời sống.
1. Trường Đại học Bách khoa Hà Nội
2. Trường Đại học Kỹ thuật Lê Quý Đôn
3. Trường Đại học Kỹ thuật Công nghiệp, Đại học Thái Nguyên:
4. Trường Đại học Hàng hải Việt Nam
5. Trường Đại học Nông nghiệp Hà Nội: Cơ khí nông nghiệp
6. Trường Đại học Sư phạm Kỹ thuật - ĐH Đà Nẵng
7. Trường Đại học Mỏ Địa chất Hà Nội: Cơ khí mỏ
8. Trường Đại học Giao thông vận tải: Cơ khí giao thông,
9. Trường Đại học Thủy lợi: Cơ khí xây dựng
10. Trường Đại học Xây dựng: Cơ khí xây dựng
11. Trường Đại học Lâm nghiệp: Cơ khí lâm nghiệp
12. Trường Đại học Điện lực: Cơ khí năng lượng
13. Trường Đại học Kinh tế Kỹ thuật Công nghiệp: Cơ khí công nghiệp
14. Trường Đại học Công nghiệp Hà Nội: Cơ khí công nghiệp
15. Trường Đại học Công nghiệp Quảng Ninh: Cơ khí công nghiệp và mỏ
16. Trường Đại học Công nghiệp Việt Hung: Cơ khí công nghiệp
17. Trường Đại học Công nghiệp Việt Trì: Cơ khí công nghiệp và hóa chất
18. Trường Đại học Nông Lâm Bắc Giang: Cơ khí nông-lâm nghiệp
19. Trường Đại học Sao Đỏ
20. Trường Đại học Sư phạm Kỹ thuật Hưng Yên
21. Trường Đại học Sư phạm Kỹ thuật Nam Định
22. Trường Đại học Hải Phòng: Cơ khí chế tạo
23. Trường Đại học Sư phạm Kỹ thuật Vinh
24. Trường Đại học Công nghiệp Vinh
25. Trường Đại học Xây dựng Miền Trung
26. Trường Đại học Nha Trang
27. Trường Đại học Công nghiệp Thành phố Hồ Chí Minh
28. Trường Đại học Công nghiệp Thực phẩm Thành phố Hồ Chí Minh
29. Trường Đại học Giao thông vận tải Thành phố Hồ Chí Minh
30. Trường Đại học Nông Lâm Thành phố Hồ Chí Minh
31. Trường Đại học Sư phạm Kỹ thuật Thành phố Hồ Chí Minh
32. Trường Đại học Trần Đại Nghĩa
33. Trường Đại học Ngô Quyền
34. Trường Đại học Kỹ thuật - Công nghệ Thành phố Hồ Chí Minh
35. Trường Đại học Kinh tế Công nghiệp Long An
36. Trường Đại học Kinh tế Kỹ thuật Bình Dương
37. Trường Đại học Lạc Hồng
38. Trường Đại học Nông Lâm Huế